# Кохель-ам-Зе
Кохель-ам-Зе (нем. Kochel am See) — община в Германии, в земле Бавария. Расположен на берегу Кохельского озера.
Подчиняется административному округу Верхняя Бавария. Входит в состав района Бад-Тёльц-Вольфратсхаузен. Подчиняется управлению Кохель ам Зее. Население составляет 4108 человек (на 31 декабря 2010 года). Занимает площадь 80,12 км².

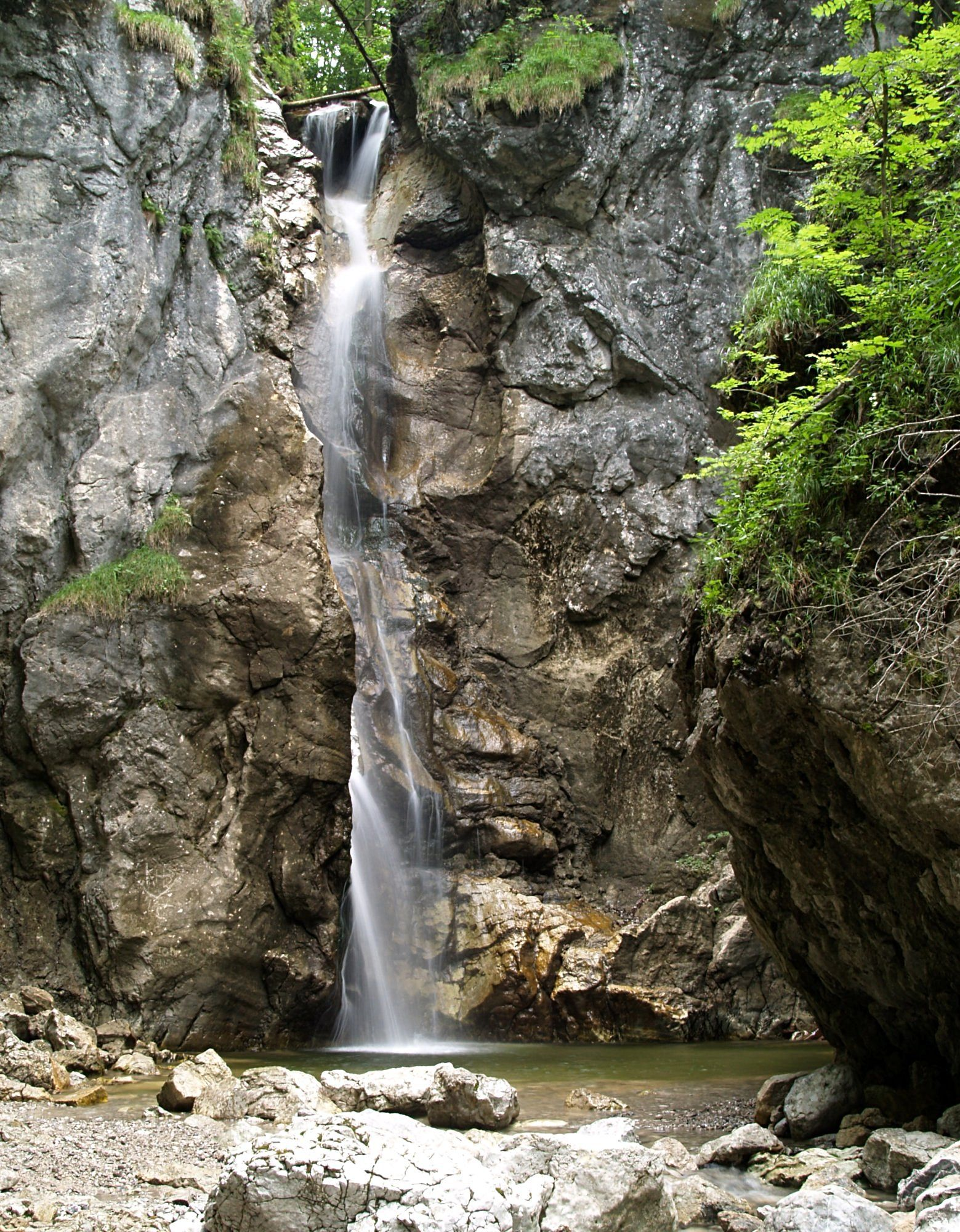
Кохель-ам-Зе

## Население
По оценке на 31 декабря 2015 года население общины Кохель-ам-Зе составляет 4053 чел. 

| Дата      | 1840 | 1871 | 1900 | 1925 | 1939 | 1950 | 1961 | 1970 | 1987 | 2011 |
| --------- | ---- | ---- | ---- | ---- | ---- | ---- | ---- | ---- | ---- | ---- |
| Население | 717  | 682  | 959  | 2259 | 2237 | 4343 | 3886 | 3670 | 3604 | 3953 |

| Год       | 1960 | 1970 | 1980 | 1990 | 2000 | 2009 | 2010 | 2011 | 2012 | 2013 | 2014 | 2015 |
| --------- | ---- | ---- | ---- | ---- | ---- | ---- | ---- | ---- | ---- | ---- | ---- | ---- |
| Население | 4011 | 3655 | 4636 | 3814 | 4110 | 4117 | 4108 | 3980 | 3954 | 3997 | 3998 | 4053 |